# 袭击 (2018年电影)
《袭击》（英语：Raid）是2018年的印度反腐题材电影，讲述了一位印度税务官员收到举报突袭一所住宅搜出大量金银钱财的故事。